# Jean Gauthier
Joseph Jean-Philippe Gauthier (Montréal, 29 aprile 1937 – Kirkland Lake, 20 febbraio 2013) è stato un hockeista su ghiaccio canadese che nel corso della carriera ha militato nella National Hockey League e nella World Hockey Association.

## Carriera
Gauthier iniziò a giocare a hockey per alcune formazioni giovanili di secondo piano partner dei Montreal Canadiens; nel 1957 fu prestato per un breve periodo ai Flin Flon Bombers, squadra con cui  vinse la Memorial Cup. Dopo una prima stagione nella lega senior della OHA con i Kingston CKLCs nel 1958 entrò a pieno diritto nell'organizzazione dei Canadiens andando a giocare con gli Hull-Ottawa Canadiens, formazione della EPHL.
Nella stagione 1960-1961 fece il proprio esordio in National Hockey League disputando quattro partite. Nelle sette stagioni successive, trascorse tutte con i Canadiens, Gauthier trovò pochissimo spazio in prima squadra totalizzando solo 91 presenze ma riuscendo comunque a vincere una Stanley Cup nel 1965. Oltre all'esperienza in EPHL Gauthier girò molte altre leghe minori nei farm team di Montréal: gli As de Québec in American Hockey League, gli Omaha Knights e gli Houston Apollos in Central Hockey League e infine i Seattle Totems in Western Hockey League.
Rimasto senza contratto nel 1967 Gauthier fu scelto durante l'NHL Expansion Draft dai Philadelphia Flyers, una delle sei nuove franchigie iscritte alla NHL. Disputò da titolare la stagione 1967-1968 ma al termine del campionato cambiò ancora una volta squadra trasferendosi nell'organizzazione dei Boston Bruins, alternandosi fra la NHL e l'AHL con i Providence Reds.
Nel 1969 tornò a Montréal ma disputò le due stagioni successive ancora una volta nella formazione AHL dei Montreal Voyageurs, venendo richiamato dai Canadiens solo per giocare quattro partite.  Dopo un'altra stagione in AHL con i Baltimore Clippers Gauthier nel 1972 lasciò la NHL per trasferirsi nella neonata World Hockey Association con i New York Raiders. Si ritirò due anni più tardi dopo aver giocato con i Rochester Americans. Gauthier scomparve nel 2013 a 75 anni di età.

## Palmarès

### Club
- Stanley Cup: 1

Montréal: 1964-1965
- Lester Patrick Cup: 1

Seattle: 1966-1967
- Memorial Cup: 1

Flin Flon: 1957

### Individuale
- CPHL First All-Star Team: 1

1964-1965
- CPHL Second All-Star Team: 1

1965-1966